# Heterocyathus oblongatus
Heterocyathus oblongatus is een rifkoralensoort uit de familie van de Caryophylliidae. De wetenschappelijke naam van de soort is voor het eerst geldig gepubliceerd in 1891 door Rehberg.